# اتحادیه خلیل نگار
اتحادیه خلیل نگار (به لاتین: Khalilnagar Union) یک منطقهٔ مسکونی در بنگلادش است که در Tala Upazila واقع شده‌است.